# Ronde van Frankrijk 2017/Startlijst
Dit artikel beschrijft de startlijst van de 104de Ronde van Frankrijk die op zaterdag 1 juli 2017 van start ging in Düsseldorf en op zondag 23 juli 2017 eindigde in Parijs. In totaal deden er 22 ploegen mee aan de rittenkoers die elk met negen wielrenners aan de start verschenen, wat het totaal aantal deelnemers op 198 bracht.

## Overzicht

### Team Sky
| Rugnummer | Naam               | Prestaties                                                                  | Opmerkingen       | Eindklassering |
| --------- | ------------------ | --------------------------------------------------------------------------- | ----------------- | -------------- |
| 1         | Chris Froome       | 5e, 6e, 7e, 8e, 9e, 10e, 11e, 14e, 15e, 16e, 17e, 18e, 19e, 20e, 21e etappe |                   | Goud           |
| 2         | Sergio Henao       |                                                                             |                   | 28e            |
| 3         | Vasil Kiryjenka    |                                                                             |                   | 112e           |
| 4         | Christian Knees    |                                                                             |                   | 144e           |
| 5         | Michał Kwiatkowski |                                                                             |                   | 57e            |
| 6         | Mikel Landa        |                                                                             |                   | 4e             |
| 7         | Mikel Nieve        |                                                                             |                   | 14e            |
| 8         | Luke Rowe          |                                                                             |                   | 167e           |
| 9         | Geraint Thomas     | Winnaar 1e etappe 1e, 2e, 3e, 4e etappe 1e etappe                           | opgave: 9e etappe | DNF            |
|           | Team               | Ploegenklassement etappe 1-21                                               |                   |                |

Ploegleiders:  Nicolas Portal /  Servais Knaven

### AG2R La Mondiale
| Rugnummer | Naam              | Prestaties          | Opmerkingen | Eindklassering |
| --------- | ----------------- | ------------------- | ----------- | -------------- |
| 11        | Romain Bardet     | Winnaar: 12e etappe |             | Brons          |
| 12        | Jan Bakelants     |                     |             | 22e            |
| 13        | Axel Domont       |                     |             | 68e            |
| 14        | Mathias Frank     |                     |             | 30e            |
| 15        | Ben Gastauer      |                     |             | 37e            |
| 16        | Cyril Gautier     |                     |             | 48e            |
| 17        | Pierre Latour     | 3e, 4e etappe       |             | 29e            |
| 18        | Oliver Naesen     |                     |             | 63e            |
| 19        | Alexis Vuillermoz |                     |             | 13e            |

Ploegleiders:  Vincent Lavenu /  Julien Jurdie

### Movistar Team
| Rugnummer | Naam                 | Prestaties | Opmerkingen       | Eindklassering |
| --------- | -------------------- | ---------- | ----------------- | -------------- |
| 21        | Nairo Quintana       |            |                   | 12e            |
| 22        | Andrey Amador        |            |                   | 87e            |
| 23        | Daniele Bennati      |            |                   | 104e           |
| 24        | Carlos Betancur      |            |                   | 18e            |
| 25        | Jonathan Castroviejo |            |                   | 60e            |
| 26        | Imanol Erviti        |            |                   | 92e            |
| 27        | Jesús Herrada        |            |                   | 97e            |
| 28        | Jasha Sütterlin      |            |                   | 108e           |
| 29        | Alejandro Valverde   |            | opgave: 1e etappe | DNF            |

Ploegleiders:  José Luis Arrieta /  José Vicente García

### Trek-Segafredo
| Rugnummer | Naam              | Prestaties         | Opmerkingen        | Eindklassering |
| --------- | ----------------- | ------------------ | ------------------ | -------------- |
| 31        | Alberto Contador  | 13e, 17e etappe    |                    | 9e             |
| 32        | Koen de Kort      |                    |                    | 70e            |
| 33        | John Degenkolb    |                    |                    | 121e           |
| 34        | Fabio Felline     |                    | opgave: 14e etappe | DNF            |
| 35        | Michael Gogl      |                    |                    | 146e           |
| 36        | Markel Irizar     |                    |                    | 135e           |
| 37        | Bauke Mollema     | Winnaar 15e etappe |                    | 17e            |
| 38        | Jarlinson Pantano |                    |                    | 46e            |
| 39        | Haimar Zubeldia   |                    |                    | 52e            |

Ploegleiders:  Steven de Jongh /  Alain Gallopin

### BMC Racing Team
| Rugnummer | Naam                 | Prestaties    | Opmerkingen       | Eindklassering |
| --------- | -------------------- | ------------- | ----------------- | -------------- |
| 41        | Richie Porte         |               | opgave: 9e etappe | DNF            |
| 42        | Damiano Caruso       |               |                   | 11e            |
| 43        | Alessandro De Marchi |               |                   | 99e            |
| 44        | Stefan Küng          | 1e, 2e etappe |                   | 79e            |
| 45        | Amaël Moinard        |               |                   | 32e            |
| 46        | Nicolas Roche        |               |                   | 33e            |
| 47        | Michael Schär        |               |                   | 72e            |
| 48        | Greg Van Avermaet    |               |                   | 58e            |
| 49        | Danilo Wyss          |               |                   | 81e            |

Ploegleiders:  Yvon Ledanois /  Valerio Piva

### Astana Pro Team
| Rugnummer | Naam               | Prestaties                                          | Opmerkingen        | Eindklassering |
| --------- | ------------------ | --------------------------------------------------- | ------------------ | -------------- |
| 51        | Fabio Aru          | Winnaar 5e etappe 5e, 6e, 7e etappe 12e, 13e etappe |                    | 5e             |
| 52        | Dario Cataldo      |                                                     | opgave: 11e etappe | DNF            |
| 53        | Jakob Fuglsang     |                                                     | opgave: 13e etappe | DNF            |
| 54        | Andrij Hryvko      |                                                     |                    | 120e           |
| 55        | Dmitri Groezdev    |                                                     |                    | 115e           |
| 56        | Baqtïyar Qojatajev |                                                     |                    | 93e            |
| 57        | Aleksej Loetsenko  |                                                     |                    | 71e            |
| 58        | Michael Valgren    |                                                     |                    | 61e            |
| 59        | Andrej Zejts       |                                                     |                    | 44e            |

Ploegleiders:  Dmitri Fofonov /  Lars Michaelsen

### UAE Team Emirates
| Rugnummer | Naam                 | Prestaties | Opmerkingen       | Eindklassering |
| --------- | -------------------- | ---------- | ----------------- | -------------- |
| 61        | Louis Meintjes       |            |                   | 8e             |
| 62        | Darwin Atapuma       | 18e etappe |                   | 41e            |
| 63        | Matteo Bono          |            |                   | 111e           |
| 64        | Kristijan Đurasek    |            |                   | 50e            |
| 65        | Vegard Stake Laengen | 6e etappe  |                   | 127e           |
| 66        | Marco Marcato        |            |                   | 96e            |
| 67        | Manuele Mori         |            | opgave: 9e etappe | DNF            |
| 68        | Ben Swift            |            |                   | 83e            |
| 69        | Diego Ulissi         |            |                   | 39e            |

Ploegleiders:  Mario Scirea /  Daniele Righi

### FDJ
| Rugnummer | Naam                | Prestaties                         | Opmerkingen                  | Eindklassering |
| --------- | ------------------- | ---------------------------------- | ---------------------------- | -------------- |
| 71        | Arnaud Démare       | Winnaar 4e etappe 4e 5e, 6e etappe | buiten tijdslimiet 9e etappe | DNF            |
| 72        | Davide Cimolai      |                                    |                              | 152e           |
| 73        | Mickaël Delage      |                                    | buiten tijdslimiet 9e etappe | DNF            |
| 74        | Jacopo Guarnieri    |                                    | buiten tijdslimiet 9e etappe | DNF            |
| 75        | Ignatas Konovalovas |                                    | buiten tijdslimiet 9e etappe | DNF            |
| 76        | Olivier Le Gac      |                                    |                              | 158e           |
| 77        | Rudy Molard         |                                    |                              | 36e            |
| 78        | Thibaut Pinot       |                                    | opgave: 17e etappe           | DNF            |
| 79        | Arthur Vichot       |                                    | opgave: 13e etappe           | DNF            |

Ploegleiders:  Yvon Madiot /  Thierry Bricaud

### Orica-Scott
| Rugnummer | Naam             | Prestaties                                                                            | Opmerkingen       | Eindklassering |
| --------- | ---------------- | ------------------------------------------------------------------------------------- | ----------------- | -------------- |
| 81        | Esteban Chaves   |                                                                                       |                   | 62e            |
| 82        | Michael Albasini |                                                                                       |                   | 98e            |
| 83        | Luke Durbridge   |                                                                                       | opgave: 2e etappe | DNF            |
| 84        | Mathew Hayman    |                                                                                       |                   | 151e           |
| 85        | Damien Howson    |                                                                                       |                   | 88e            |
| 86        | Daryl Impey      |                                                                                       |                   | 47e            |
| 87        | Jens Keukeleire  | 19e etappe                                                                            |                   | 59e            |
| 88        | Roman Kreuziger  |                                                                                       |                   | 24e            |
| 89        | Simon Yates      | 5e, 6e, 7e, 8e, 9e, 10e, 11e, 12e, 13e, 14e, 15e, 16e, 17e, 18e, 19e, 20e, 21e etappe |                   | 7e             |

Ploegleiders:  Matthew White /  Laurenzo Lapage

### Team Dimension Data
| Rugnummer | Naam                        | Prestaties         | Opmerkingen                  | Eindklassering |
| --------- | --------------------------- | ------------------ | ---------------------------- | -------------- |
| 91        | Mark Cavendish              |                    | niet gestart 5e etappe       | DNF            |
| 92        | Steve Cummings              | 12e etappe         |                              | 141e           |
| 93        | Bernhard Eisel              |                    |                              | 153e           |
| 94        | Edvald Boasson Hagen        | Winnaar 19e etappe |                              | 78e            |
| 95        | Reinardt Janse van Rensburg |                    |                              | 118e           |
| 96        | Serge Pauwels               |                    |                              | 19e            |
| 97        | Mark Renshaw                |                    | buiten tijdslimiet 9e etappe | DNF            |
| 98        | Scott Thwaites              |                    |                              | 107e           |
| 99        | Jaco Venter                 |                    |                              | 162e           |

Ploegleiders:  Roger Hammond /  Jean-Pierre Heynderickx

### Quick-Step Floors
| Rugnummer | Naam               | Prestaties                                                                                       | Opmerkingen                  | Eindklassering |
| --------- | ------------------ | ------------------------------------------------------------------------------------------------ | ---------------------------- | -------------- |
| 101       | Marcel Kittel      | Winnaar 2e, 6e, 7e, 10e, 11e etappe 2e, 3e, 7e, 8e, 9e, 10e, 11e, 12e, 13e, 14e, 15e, 16e etappe | opgave 17e etappe            | DNF            |
| 102       | Jack Bauer         |                                                                                                  |                              | 105e           |
| 103       | Gianluca Brambilla |                                                                                                  |                              | 53e            |
| 104       | Philippe Gilbert   | 5e etappe                                                                                        | niet meer gestart 16e etappe | DNF            |
| 105       | Daniel Martin      |                                                                                                  |                              | 6e             |
| 106       | Fabio Sabatini     |                                                                                                  |                              | 154e           |
| 107       | Zdeněk Štybar      |                                                                                                  |                              | 102e           |
| 108       | Matteo Trentin     |                                                                                                  | buiten tijdslimiet 9e etappe | DNF            |
| 109       | Julien Vermote     |                                                                                                  |                              | 139e           |

Ploegleiders:  Brian Holm /  Davide Bramati

### BORA-hansgrohe
| Rugnummer | Naam             | Prestaties                    | Opmerkingen                       | Eindklassering |
| --------- | ---------------- | ----------------------------- | --------------------------------- | -------------- |
| 111       | Peter Sagan      | Winnaar 3e etappe             | gediskwalificeerd na de 4e etappe | DNF            |
| 112       | Maciej Bodnar    | Winnaar 20e etappe 11e etappe |                                   | 116e           |
| 113       | Emanuel Buchmann |                               |                                   | 15e            |
| 114       | Marcus Burghardt |                               |                                   | 131e           |
| 115       | Rafał Majka      |                               | niet meer gestart: 10e etappe     | DNF            |
| 116       | Jay McCarthy     |                               |                                   | 94e            |
| 117       | Paweł Poljański  |                               |                                   | 80e            |
| 118       | Juraj Sagan      |                               | buiten tijdslimiet 9e etappe      | DNF            |
| 119       | Rüdiger Selig    |                               |                                   | 165e           |

Ploegleiders:  Enrico Poitschke /  Steffen Radochla

### Team Katjoesja Alpecin
| Rugnummer | Naam               | Prestaties | Opmerkingen | Eindklassering |
| --------- | ------------------ | ---------- | ----------- | -------------- |
| 121       | Alexander Kristoff |            |             | 130e           |
| 122       | Marco Haller       |            |             | 155e           |
| 123       | Reto Hollenstein   |            |             | 150e           |
| 124       | Robert Kišerlovski |            |             | 31e            |
| 125       | Maurits Lammertink |            |             | 75e            |
| 126       | Tiago Machado      |            |             | 74e            |
| 127       | Tony Martin        |            |             | 101e           |
| 128       | Nils Politt        |            |             | 95e            |
| 129       | Rick Zabel         |            |             | 145e           |

Ploegleiders:  José Azevedo /  Xavier Florencio

### Lotto Soudal
| Rugnummer | Naam             | Prestaties | Opmerkingen              | Eindklassering |
| --------- | ---------------- | ---------- | ------------------------ | -------------- |
| 131       | André Greipel    |            |                          | 149e           |
| 132       | Lars Bak         |            |                          | 123e           |
| 133       | Tiesj Benoot     |            |                          | 20e            |
| 134       | Thomas De Gendt  | 14e etappe |                          | 51e            |
| 135       | Tony Gallopin    |            |                          | 21e            |
| 136       | Adam Hansen      |            |                          | 113e           |
| 137       | Jürgen Roelandts |            |                          | 136e           |
| 138       | Marcel Sieberg   |            | niet gestart: 17e etappe | DNF            |
| 139       | Tim Wellens      |            | opgave: 15e etappe       | DNF            |

Ploegleiders:  Herman Frison /  Marc Sergeant

### Team Sunweb
| Rugnummer | Naam             | Prestaties                                                                                              | Opmerkingen | Eindklassering |
| --------- | ---------------- | --- | ----------- | -------------- |
| 141       | Warren Barguil   | Winnaar 13e, 18e etappe 9e, 10e, 11e, 12e, 13e, 14e, 15e, 16e, 17e, 18e, 19e, 20e, 21e etappe 9e etappe |             | 10e            |
| 142       | Nikias Arndt     | |             | 84e            |
| 143       | Roy Curvers      | |             | 142e           |
| 144       | Simon Geschke    | |             | 64e            |
| 145       | Michael Matthews | Winnaar 14e, 16e etappe 17e, 18e, 19e, 20e, 21e etappe                                                  |             | 69e            |
| 146       | Ramon Sinkeldam  | |             | 148e           |
| 147       | Laurens ten Dam  | |             | 67e            |
| 148       | Mike Teunissen   | |             | 129e           |
| 149       | Albert Timmer    | |             | 157e           |

Ploegleiders:  Marc Reef /  Rudi Kemna

### Cofidis
| Rugnummer | Naam               | Prestaties | Opmerkingen | Eindklassering |
| --------- | ------------------ | ---------- | ----------- | -------------- |
| 151       | Nacer Bouhanni     |            |             | 138e           |
| 152       | Dimitri Claeys     |            |             | 163e           |
| 153       | Nicolas Edet       |            |             | 76e            |
| 154       | Christophe Laporte |            |             | 133e           |
| 155       | Cyril Lemoine      |            |             | 128e           |
| 156       | Luis Ángel Maté    |            |             | 56e            |
| 157       | Daniel Navarro     |            |             | 27e            |
| 158       | Florian Sénéchal   |            |             | 161e           |
| 159       | Julien Simon       |            |             | 117e           |

Ploegleiders:  Didier Rous /  Jean-Luc Jonrond

### Team LottoNL-Jumbo
| Rugnummer | Naam              | Prestaties         | Opmerkingen        | Eindklassering |
| --------- | ----------------- | ------------------ | ------------------ | -------------- |
| 161       | Robert Gesink     |                    | opgave: 9e etappe  | DNF            |
| 162       | George Bennett    |                    | opgave: 16e etappe | DNF            |
| 163       | Dylan Groenewegen | Winnaar 21e etappe |                    | 156e           |
| 164       | Tom Leezer        |                    |                    | 166e           |
| 165       | Paul Martens      |                    |                    | 82e            |
| 166       | Primož Roglič     | Winnaar 17e etappe |                    | 38e            |
| 167       | Timo Roosen       |                    | opgave: 19e etappe | DNF            |
| 168       | Jos van Emden     |                    | opgave: 9e etappe  | DNF            |
| 169       | Robert Wagner     |                    |                    | 164e           |

Ploegleiders:  Nico Verhoeven /  Frans Maassen

### Direct Énergie
| Rugnummer | Naam             | Prestaties                      | Opmerkingen | Eindklassering |
| --------- | ---------------- | ------------------------------- | ----------- | -------------- |
| 171       | Thomas Voeckler  |                                 |             | 91e            |
| 172       | Thomas Boudat    |                                 |             | 140e           |
| 173       | Lilian Calmejane | Winnaar 8e etappe 3e, 8e etappe |             | 35e            |
| 174       | Sylvain Chavanel | 16e etappe                      |             | 25e            |
| 175       | Yohann Gène      |                                 |             | 134e           |
| 176       | Adrien Petit     |                                 |             | 126e           |
| 177       | Perrig Quéméneur |                                 |             | 106e           |
| 178       | Romain Sicard    |                                 |             | 66e            |
| 179       | Angélo Tulik     |                                 |             | 89e            |

Ploegleiders:  Jimmy Engoulvent /  Lylian Lebreton

### Cannondale-Drapac Pro Cycling Team
| Rugnummer | Naam             | Prestaties        | Opmerkingen | Eindklassering |
| --------- | ---------------- | ----------------- | ----------- | -------------- |
| 181       | Pierre Rolland   |                   |             | 54e            |
| 182       | Alberto Bettiol  |                   |             | 90e            |
| 183       | Patrick Bevin    |                   |             | 114e           |
| 184       | Nathan Brown     | 3e, 4e etappe     |             | 43e            |
| 185       | Simon Clarke     |                   |             | 86e            |
| 186       | Taylor Phinney   | 2e etappe         |             | 159e           |
| 187       | Andrew Talansky  |                   |             | 49e            |
| 188       | Rigoberto Urán   | Winnaar 9e etappe |             | Zilver         |
| 189       | Dylan van Baarle | 7e etappe         |             | 77e            |

Ploegleiders:  Charles Wegelius /  Fabrizio Guidi

### Bahrain-Merida Pro Cycling Team
| Rugnummer | Naam            | Prestaties | Opmerkingen        | Eindklassering |
| --------- | --------------- | ---------- | ------------------ | -------------- |
| 191       | Jon Izagirre    |            | opgave: 1e etappe  | DNF            |
| 192       | Yukiya Arashiro |            |                    | 109e           |
| 193       | Grega Bole      |            |                    | 143e           |
| 194       | Borut Božič     |            |                    | 160e           |
| 195       | Janez Brajkovič |            |                    | 45e            |
| 196       | Ondřej Cink     |            | opgave: 19e etappe | DNF            |
| 197       | Sonny Colbrelli |            |                    | 122e           |
| 198       | Tsgabu Grmay    |            |                    | 73e            |
| 199       | Javier Moreno   |            |                    | 119e           |

Ploegleiders:  Philippe Mauduit /  Alberto Volpi

### Wanty-Groupe Gobert
| Rugnummer | Naam                     | Prestaties | Opmerkingen | Eindklassering |
| --------- | ------------------------ | ---------- | ----------- | -------------- |
| 201       | Guillaume Martin         |            |             | 23e            |
| 202       | Frederik Backaert        |            |             | 132e           |
| 203       | Thomas Degand            |            |             | 34e            |
| 204       | Marco Minnaard           |            |             | 40e            |
| 205       | Yoann Offredo            | 2e etappe  |             | 110e           |
| 206       | Andrea Pasqualon         |            |             | 137e           |
| 207       | Dion Smith               |            |             | 124e           |
| 208       | Guillaume Van Keirsbulck | 4e etappe  |             | 147e           |
| 209       | Pieter Vanspeybrouck     |            |             | 100e           |

Ploegleiders :  Hilaire Van der Schueren /  Sebastien Demarbaix

### Team Fortuneo-Oscaro
| Rugnummer | Naam                | Prestaties | Opmerkingen        | Eindklassering |
| --------- | ------------------- | ---------- | ------------------ | -------------- |
| 211       | Daniel McLay        |            | opgave: 17e etappe | DNF            |
| 212       | Maxime Bouet        |            |                    | 55e            |
| 213       | Brice Feillu        |            |                    | 16e            |
| 214       | Élie Gesbert        | 10e etappe |                    | 85e            |
| 215       | Romain Hardy        |            |                    | 26e            |
| 216       | Pierre-Luc Périchon |            |                    | 42e            |
| 217       | Laurent Pichon      |            |                    | 125e           |
| 218       | Eduardo Sepúlveda   |            |                    | 65e            |
| 219       | Florian Vachon      |            |                    | 103e           |

Ploegleiders:  Emmanuel Hubert /  Sébastien Hinault

## Deelnemers per land
| Deelnemers | Land                                                                                          |
| ---------- | --------------------------------------------------------------------------------------------- |
| 39         | Frankrijk                                                                                     |
| 18         | Italië                                                                                        |
| 16         | België, Duitsland                                                                             |
| 15         | Nederland                                                                                     |
| 13         | Spanje                                                                                        |
| 9          | Australië, Verenigd Koninkrijk                                                                |
| 7          | Colombia                                                                                      |
| 6          | Zwitserland                                                                                   |
| 4          | Kazachstan, Nieuw-Zeeland, Polen, Slovenië, Zuid-Afrika                                       |
| 3          | Denemarken, Noorwegen, Oostenrijk, Tsjechië, Verenigde Staten                                 |
| 2          | Kroatië, Ierland, Slowakije                                                                   |
| 1          | Argentinië, Costa Rica, Ethiopië, Japan, Litouwen, Luxemburg, Oekraïne, Portugal, Wit-Rusland |

1e etappe ·
2e etappe ·
3e etappe ·
4e etappe ·
5e etappe ·
6e etappe ·
7e etappe ·
8e etappe ·
9e etappe ·
10e etappe ·
11e etappe ·
12e etappe ·
13e etappe ·
14e etappe ·
15e etappe ·
16e etappe ·
17e etappe ·
18e etappe ·
19e etappe ·
20e etappe ·
21e etappe
Startlijst · Eindstanden · Afbeeldingen